# Lipce (województwo zachodniopomorskie)
Lipce (niem. Liepz) – wieś w Polsce położona w województwie zachodniopomorskim, w powiecie świdwińskim, w gminie Świdwin.
We wsi zachował się dziewiętnastowieczny park krajobrazowy o powierzchni 8 ha. Na południe od wsi znajduje się pierścieniowate grodzisko nizinne z wczesnego średniowiecza, w pobliżu którego pracuje duża kopalnia kruszywa.
Zobacz też: Lipce.